# Гоноцефал Доріа
Гоноцефал Доріа (Gonocephalus doriae) — вид агамових ящірок роду Гоноцефал.

## Поширення
Цей вид є ендемічним для Борнео. Він поширений у штаті Саравак в Малайзії і Калімантан в Індонезії.

## Етимологія
Цей вид названий на честь італійського натураліста XIX століття Джакомо Доріа.